# Operation Christmas Drop

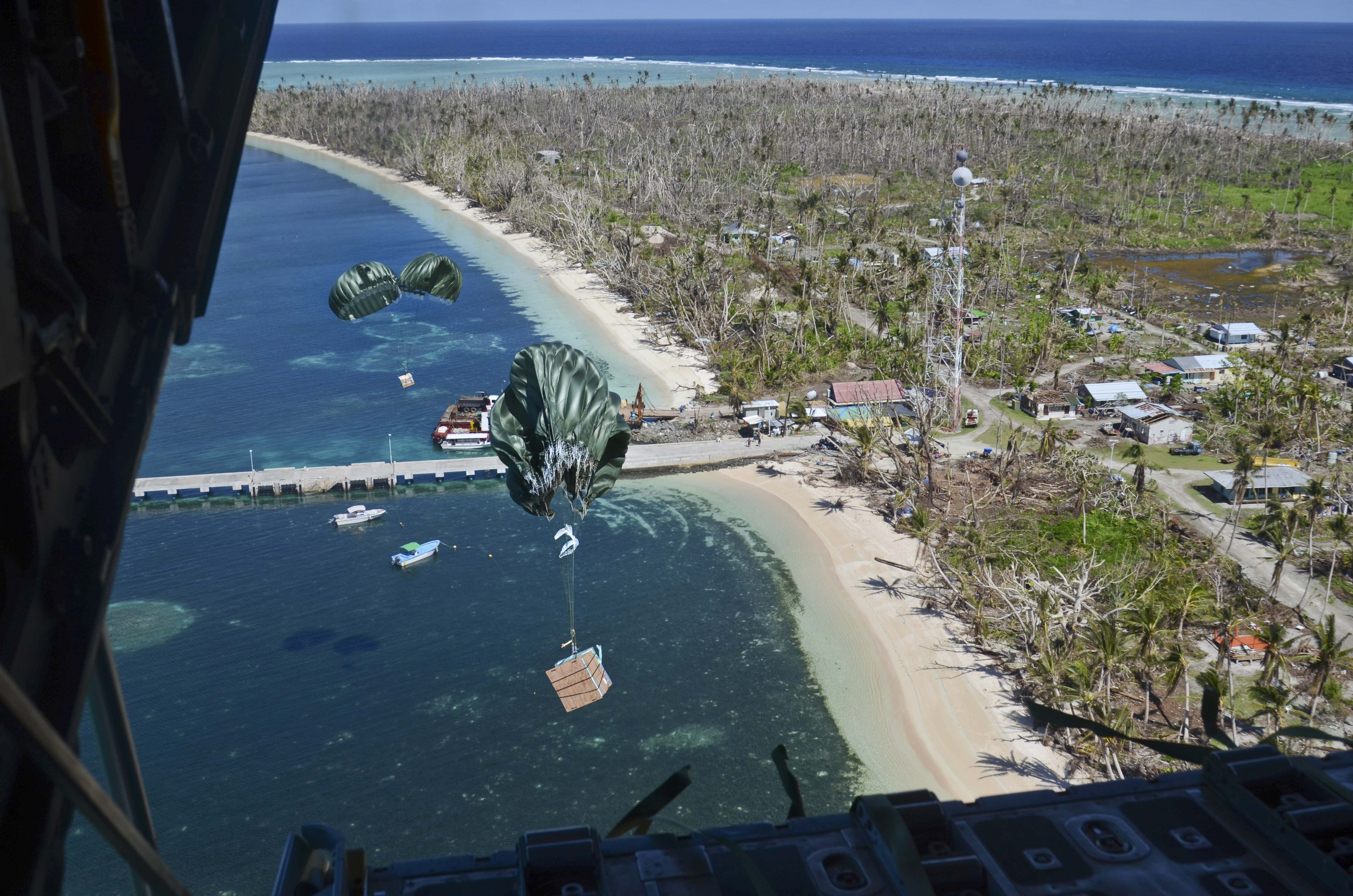
Abwurf über Kayangel in Palau, 2013

Die Operation Christmas Drop (dt.: Operation Weihnachtsabwurf) ist eine Tradition der United States Air Force und ist die am längsten laufende, humanitäre Operation der Air Force.
Diese Tradition besteht seit 1952, als die Crew einer Boeing WB-50 bei der Rückkehr von Guam über Mikronesien Menschen bemerkten, die ihnen zuwinkten. Die Crew reagierte darauf, indem sie Fallschirme an einem Paket befestigten und dieses abwarfen.

## Heute
Die Operation Christmas Drop wird jedes Jahr aufs Neue in der Vorweihnachtszeit durchgeführt. Dabei werden mehrere Kisten mit Gütern, im Jahr 2010 waren es 60, wie Nahrung, Medikamente, Fischernetze, aber auch zum Beispiel Spielzeug abgeworfen. Die Crew setzt sich aus Mitgliedern der Andersen Air Force Base sowie der japanischen Yokota Air Base zusammen. Heute wird für die Operation eine C-130 Hercules verwendet. Das Rufzeichen des Fliegers ist jedes Jahr „Santa 23“.

## In den Medien
Die Geschichte des Operation Christmas Drop wird in dem Film Alles Gute kommt von oben (2020) mit Kat Graham und Alexander Ludwig thematisiert.